# Кафедральный Собор Пресвятой Богородицы (Стамбул)
Кафедральный Собор Пресвятой Богородицы (арм. Սուրբ Աստուածածին Աթոռանիստ Մայր Տաճար; также известна как Патриаршая церковь Пресвятой Богородицы) — армянская церковь, получившая свой современный вид в 1828 году.  Кафедральный собор Константинопольского патриархата Армянской Апостольской Церкви. Располагается в квартале Кумкапы в центре Стамбула Турции.  

## История
Точная дата постройки церкви неизвестна. Первоначально это была византийская церковь. 
Известно, что она поначалу была деревянной. Была реконструирована в 1847, 1902, 1985, 2000 годах. 
Несколько раз пожары существенно повреждали церковь. Здание церкви сгорело в пожаре 1645 года и было восстановлена в том же году, во время правления патриарха Тавита Аревелци.
Пожар 1718 года уничтожил церковь и всю патриархию. Год спустя церковь была перестроена.
Пожар 1762 года повредил здание, но патриарх Акоп Налян быстро его отремонтировал. Позже патриарх Закария окружил храм каменной стеной и принял меры предосторожности в виде бассейна с водой и насосом.
Однако в результате пожара, случившегося в 1826 году, храм и патриархия были полностью уничтожены.
После этого церковь была построена из камня и открыта для богослужений в 1828 году.
В 1834 году рядом с церковью была открыта школа. В 1870 году, стараниями патриарха (на тот момент, а в последствии и католикоса) Мкртича I, перед воротами была построена каменная колокольня, которая пострадала во время землетрясения 1999 года.

## Галерея

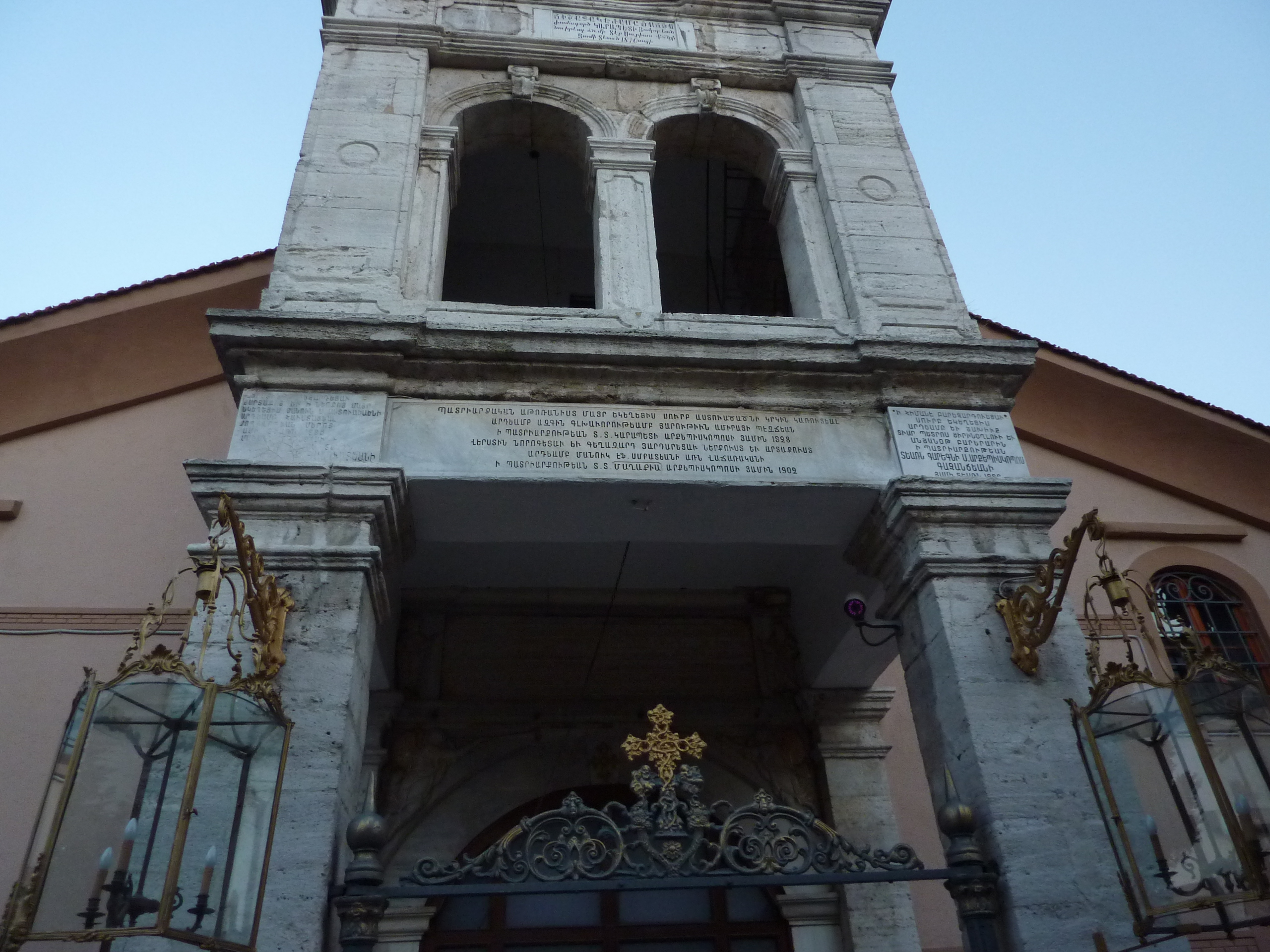
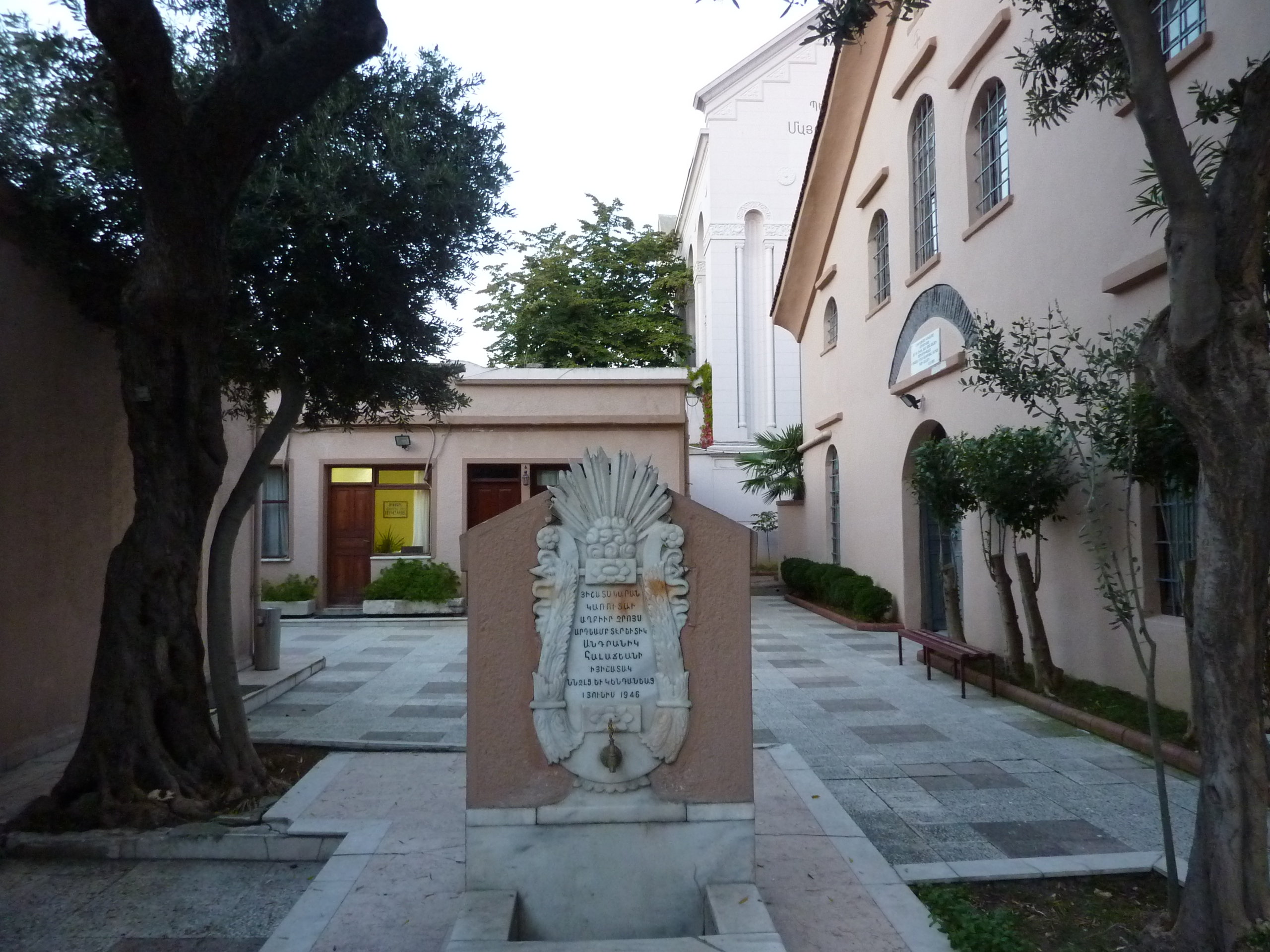
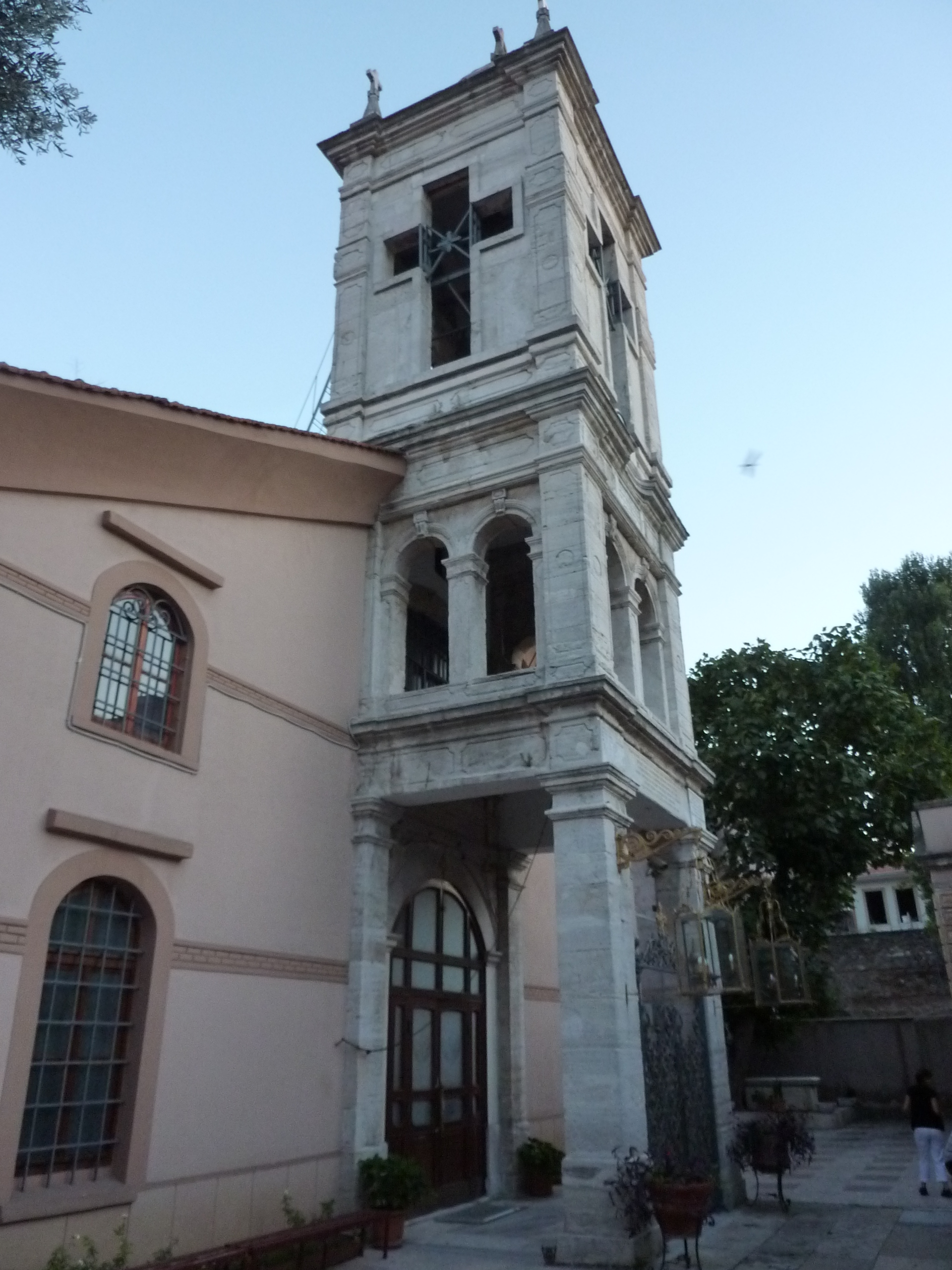
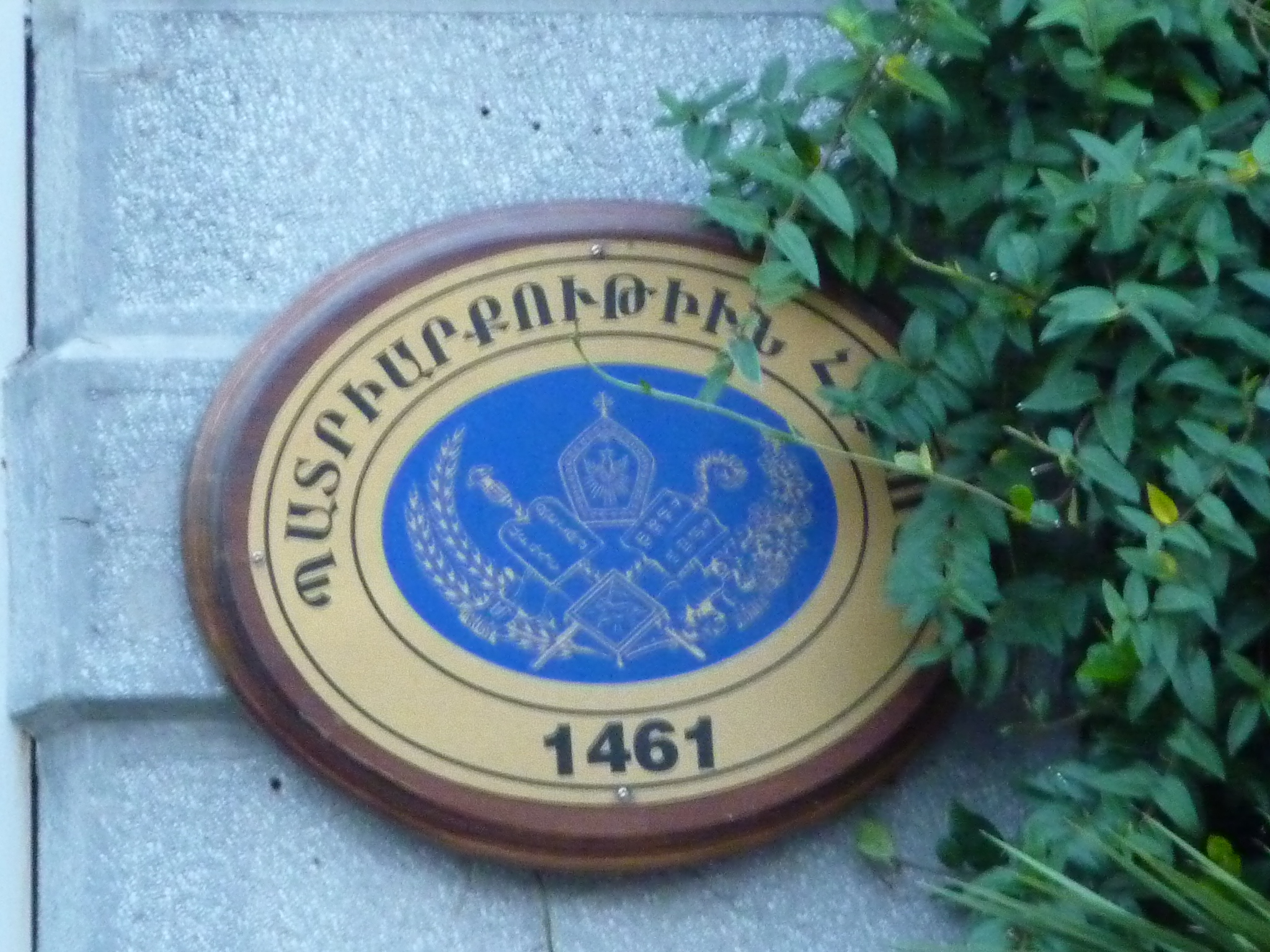
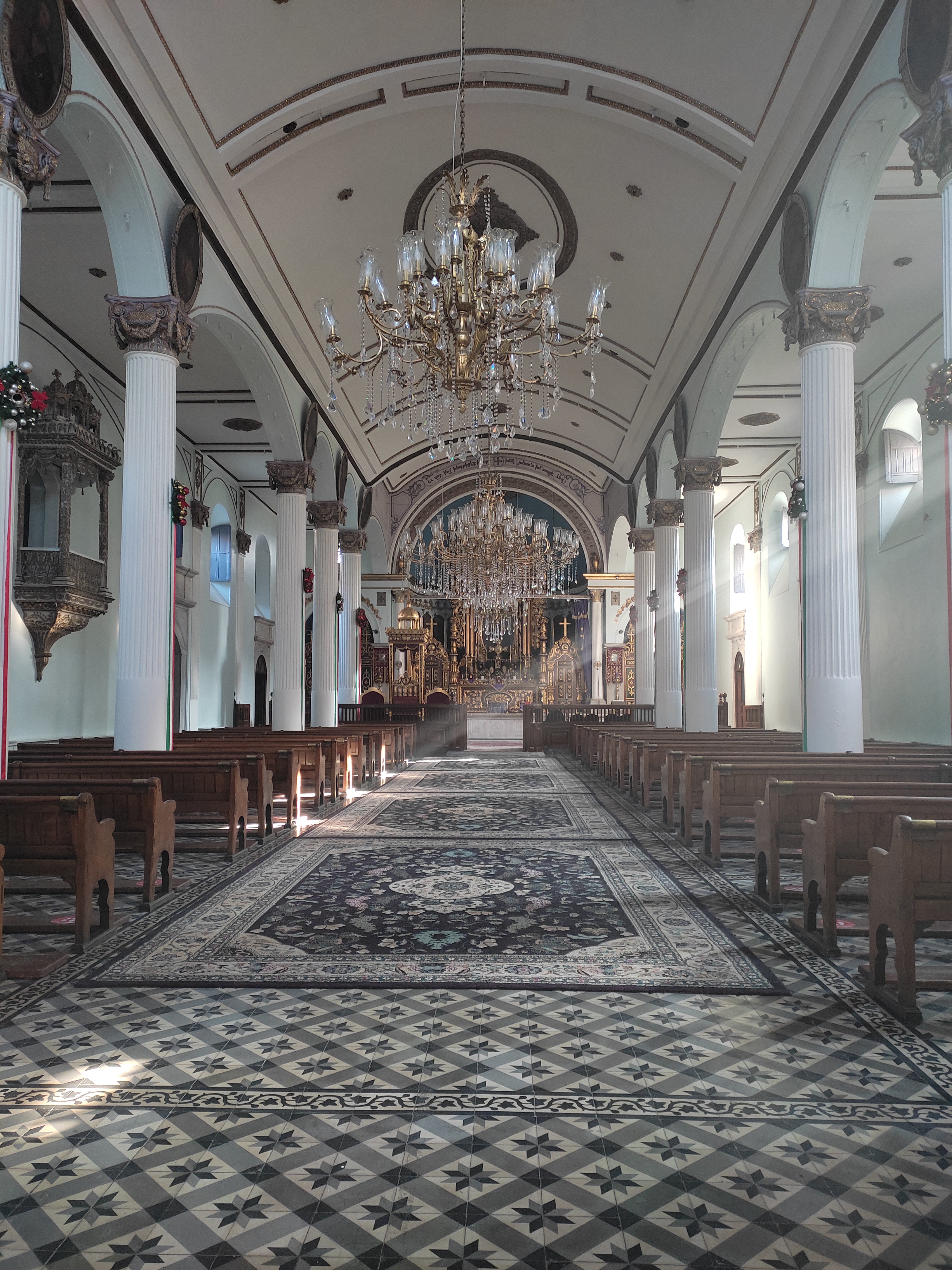